# Baraya (ort)
Baraya är en ort i Colombia.   Den ligger i departementet Huila, i den centrala delen av landet, 190 km sydväst om huvudstaden Bogotá. Baraya ligger 612 meter över havet och antalet invånare är 4 402.
Terrängen runt Baraya är varierad. Runt Baraya är det ganska glesbefolkat, med 27 invånare per kvadratkilometer. Närmaste större samhälle är Tello, 13,4 km sydväst om Baraya. Omgivningarna runt Baraya är en mosaik av jordbruksmark och naturlig växtlighet.